# Природный ядерный реактор в Окло
Приро́дный я́дерный реа́ктор в О́кло — несколько рудных тел в урановом месторождении Окло в Габоне, в которых около 1,8 млрд лет назад (то есть, ещё в палеопротерозойскую эру) происходила самопроизвольная цепная реакция деления ядер урана. В настоящее время реакция прекратилась из-за истощения запасов изотопа 235U подходящей концентрации.
Это явление было обнаружено в 1972 году аналитиками завода по обогащению урана в Пьерлатте, Франция. Естественные условия, при которых возможна самоподдерживающаяся реакция деления ядер, были предсказаны Полом Кадзуо Куродой в 1956 году и оказались близки к реальности.
Рудные тела, в которых происходила цепная реакция, представляют собой залегающие в пористом песчанике линзовидные образования из уранинита (UO2) диаметром порядка 10 м и толщиной от 20 до 90 см; содержание урана в них составляло от 20 до 80 % (по массе). Определены 16 одиночных реакторов в трёх различных частях месторождения: в Окло, в Окелобондо (Okelobondo, 1,6 км от Окло) и в Бангомбе (Bangombe, 20 км к югу от Окло). Все 16 рудных тел объединяют под общим названием «Природный ядерный реактор Окло».
Окло — единственный известный на Земле естественный ядерный реактор. Цепная реакция началась здесь около 2 млрд лет назад и продолжалась в течение нескольких сотен тысяч лет. Средняя тепловая мощность реактора составляла около 100 кВт. И хотя природные цепные реакции в настоящее время невозможны из-за низкого изотопного содержания урана-235 в природном уране вследствие естественного радиоактивного распада, естественные ядерные реакторы могли существовать более миллиарда лет назад, когда содержание урана-235 было выше (например, два миллиарда лет назад концентрация урана-235 составляла 3,7 %, 3 млрд лет — 8,4 %, а 4 млрд лет — 19,2 %).

## Открытие ядерных реакторов Окло
«Феномен Окло» был обнаружен в 1972 году в лаборатории на заводе по обогащению урана в Пьерлатте, Франция. Обычные анализы образца природного урана выявили незначительный, но аномальный дефицит урана 235 (235U). Нормальная доля 235U составляет 0,7202 %, в то время как в данном образце было всего 0,7171 %. Поскольку количество делящихся изотопов точно каталогизировано, эта разница должна была быть объяснена, поэтому CEA начало расследование, в котором участвовали образцы со всех рудников, эксплуатируемых CEA во Франции, Габоне и Нигере, на всех этапах переработки руды и очистки урана.
Для анализа содержания урана и 235U производственный отдел CEA использует аналитическую лабораторию на заводе Pierrelatte и центральную лабораторию анализа и контроля CEA в центре CEA Cadarache, возглавляемую Мишель Нейи, где за масс-спектрометрические анализы отвечает Жан Франсуа Дозоль.
Анализы, проведённые в Пьерлатте и Кадараше, показали, что магниевые уранаты из Габона имели различный, но постоянный во времени дефицит 235U. 7 июля 1972 года исследователи из CEA Cadarache обнаружили аномалию в урановой руде из Окло в Габоне. Содержание 235U в ней было гораздо ниже, чем обычно наблюдается. Изотопные анализы позволили установить источник обеднения 235U: обедненный уран поступал из руды Окло, добываемой компанией COMUF. Затем в лабораториях Кадараш и Пьерлатт была проведена кампания систематических анализов (измерение содержания урана, измерение изотопного содержания). Аналитики Cadarache обнаружили недостаток 235U в магнезитовом уранате с завода Mounana (235U = 0,625 %) и ещё больший недостаток в магнезитовом уранате (Oklo M) (235U = 0,440 %): в рудах Oklo 310 и 311 содержание урана составляет 12 % и 46 % соответственно, а содержание 235U — 0,592 % и 0,625 %.
В связи с этим Дж. Ф. Дозол выступил с инициативой проанализировать образцы ураната магния и руды из Окло на масс-спектрометре AEI MS 702 с искровым источником (SSMS).
Преимуществом SSMS является его способность производить значительные количества ионов всех элементов, присутствующих в электродах. Электроды, между которыми генерируется искра, должны быть проводящими (для этого образцы Окло были смешаны с высокочистым серебром). Все изотопы в образце, от лития до урана, наносятся на фотопластинку (см. фото пластинки ниже). Изучив пластину, Ж. Ф. Дозоль отметил, в частности, для руды Окло 311 с очень высоким содержанием урана :
- элементы, присутствующие в значительных количествах в районе масс 85-105 и 130—150, которые соответствуют двум скачкам в выходах деления 235U (массовое распределение продуктов деления следует кривой «верблюжий горб» с двумя максимумами);
- последние лантаниды (от гольмия до лютеция) не обнаруживаются (выше массы 166). В природе встречаются все 14 лантанидов; в ядерном топливе, подвергшемся реакциям деления, изотопы последних лантанидов не обнаруживаются.[7]

Следующий шаг — изотопный анализ некоторых элементов на термоионизационном масс-спектрометре после химического разделения неодима и самария. Из первых анализов ураната Окло и руды Окло 311 ясно, что изотопный состав неодима и самария гораздо ближе к составу облученного топлива, чем к составу природного элемента. Обнаружение изотопов 142Nd и 144Sm, не образующихся при делении, указывает на то, что эти элементы присутствуют и в естественном состоянии, из которого можно вычесть их вклад.
Эти результаты были переданы Жану Клоду Нималю, нейтроноведу из CEA Saclay, который оценил поток нейтронов, полученный анализируемым образцом, на основе его дефицита 235U. Это позволило оценить захват нейтронов изотопами 143Nd и 145Nd, что привело к дополнительному образованию 144Nd и 146Nd соответственно. Этот избыток необходимо вычесть, чтобы получить выход деления урана 235. Видно (см. таблицу ниже), что существует согласие между выходами деления (M) и результатами, скорректированными (C) с учётом присутствия природного неодима и захвата нейтронов.
| Изотопы неодима | 143  | 144  | 145  | 146  | 148  | 150  |
| C/M             | 0,99 | 1,00 | 1,00 | 1,01 | 0,98 | 1,06 |

## Изотопные признаки ядерного деления
Изотопные содержания некоторых элементов из середины таблицы Менделеева в рудах Окло демонстрируют существование здесь в прошлом очага деления урана-235.

### Неодим
Неодим является одним из элементов, изотопный состав которого в Окло аномален по сравнению с другими территориями. Например, естественный неодим содержит 27 % изотопа 142Nd, тогда как в Окло он составляет всего 6 %. В то же время руды Окло содержали больше изотопа 143Nd. Если из измеренного в Окло изотопного содержания неодима вычесть фоновое (природное, существующее в интактных частях земной коры) содержание, полученный изотопный состав неодима характерен для продуктов деления 235U.

### Рутений
Похожие аномалии изотопного состава в Окло наблюдаются и для рутения. Изотоп 99Ru обнаруживается в бо́льших количествах, чем в естественных условиях (27—30 % вместо 12,7 %). Аномалию можно объяснить распадом 99Tc → 99Ru, так как технеций-99 является относительно короткоживущим (T1/2 = 212 тыс. лет) продуктом деления 235U. Изотоп 100Ru обнаруживается в значительно меньших количествах, обусловленных лишь его природной распространённостью, так как он не возникает при делении урана-235. Его изобар 100Mo, который является продуктом деления и распадается (посредством двойного бета-распада) в 100Ru, имеет слишком длинное время жизни (~1019 лет), чтобы внести какой-либо измеримый вклад в содержание рутения-100 в минералах Окло.

## Механизм образования
Реактор возник в результате затопления пористых богатых ураном пород грунтовыми водами, которые выступили в качестве замедлителей нейтронов. Тепло, выделявшееся в результате реакции, вызывало кипение и испарение воды, что замедляло или останавливало цепную реакцию. После того, как порода охлаждалась и распадались короткоживущие продукты распада, поглощающие нейтроны и вызывающие отравление реактора (нейтронные яды), реактор разотравлялся, вода конденсировалась, и реакция возобновлялась. Этот циклический процесс продолжался несколько сотен тысяч лет.
При делении урана среди продуктов деления образуются пять изотопов ксенона. Все пять изотопов в варьирующихся концентрациях были обнаружены в породах природного реактора. Изотопный состав выделенного из пород ксенона позволяет рассчитать, что типичный цикл работы реактора составлял примерно 3 часа: около 30 минут критичности и 2 часа 30 минут охлаждения.
Ключевой фактор, сделавший возможной работу реактора, — это примерно 3,7 % изотопное содержание 235U в природном уране в те времена. Это изотопное содержание сравнимо с содержанием урана в низкообогащённом ядерном топливе, используемом в большинстве современных энергетических ядерных реакторов. (Оставшиеся 96 % составляет 238U, не подходящий для реакторов на тепловых нейтронах). Поскольку уран-235 имеет период полураспада лишь 0,7 млрд лет (значительно короче, чем уран-238), современная распространённость урана-235 составляет лишь 0,72 %, чего недостаточно для работы реактора с легководным замедлителем без предварительного изотопного обогащения. Таким образом, в настоящее время образование природного ядерного реактора на Земле невозможно.
Урановое месторождение Окло — единственное известное место, где существовал природный ядерный реактор. Другие богатые урановые рудные тела тоже имели достаточное количество урана для самоподдерживающейся цепной реакции деления в то время, но комбинация физических условий в Окло (в частности, наличие воды как замедлителя нейтронов, и пр.) была уникальной.
Ещё одним фактором, который, вероятно, способствовал началу реакции в Окло именно 2 млрд лет назад, а не ранее, был рост содержания кислорода в атмосфере Земли. Уран хорошо растворяется в воде лишь в присутствии кислорода, поэтому в земной коре перенос и концентрация урана подземными водами, формирующими богатые рудные тела, стали возможными только после достижения достаточного содержания свободного кислорода.
По оценке, в реакциях деления, проходивших в урановых минеральных образованиях размером от сантиметров до метров, выгорело около 5 тонн урана-235. Температуры в реакторе поднимались до нескольких сотен градусов Цельсия. Большинство нелетучих продуктов деления и актиноидов за прошедшие 2 млрд лет диффундировали лишь на сантиметры. Это позволяет исследовать перенос радиоактивных изотопов в земной коре, важный для прогноза их долгосрочного поведения в местах захоронения радиоактивных отходов.

## Связь с вариациями фундаментальных констант
Вскоре после открытия природного реактора в Окло исследования изотопных соотношений в его породах были использованы для проверки, изменялись ли фундаментальные физические константы в течение последних 2 млрд лет. В частности, резонансный захват теплового нейтрона ядром 149Sm с образованием 150Sm перестаёт быть возможным уже при небольшом изменении постоянной тонкой структуры α, определяющей силу электромагнитных взаимодействий, и аналогичных констант для сильного и слабого взаимодействия. Измерение относительного содержания 149Sm/150Sm в минералах Окло позволило установить, что в пределах экспериментальной погрешности значение этих констант было тем же, что и в наше время, поскольку скорость захвата тепловых нейтронов самарием-149 не изменилась за истекшие 2 млрд лет. На 2015 год проведены ещё более чувствительные измерения, и считается установленным, что во время работы реактора в Окло относительное отличие |Δα/α| постоянной тонкой структуры от современного значения не превосходило 1,1×10−8 с доверительной вероятностью 95 %. В предположении линейного изменения α со временем это означает ограничение на скорость годичной вариации постоянной тонкой структуры:
{\displaystyle \left({\frac {1}{\alpha }}\left|{\frac {d\alpha }{dt}}\right|\right)\leqslant 0{,}61\times 10^{-17}} год−1.